# Zawiśle (Włocławek)
Zawiśle – dzielnica Włocławka.
Według oficjalnego projektu Studium uwarunkowań i kierunków zagospodarowania przestrzennego z 2007 r. granice Zawiśla przebiegają od północy na ul. Dobrzyńskiej, na południu na linii Wisły, a na zachodzie z wsią Łęg-Witoszyn a od wschodu sięga na Zarzeczewie.
Dzielnica składa się z niskiej zabudowy, głównie mieszkaniowej. Osiedla Zawiśla to: Grodzkie, Zofijka, Szpetal Dolny, Przesmyk, Suszyce, Kulin, Zarzeczewo.
Według policyjnych statystyk Zawiśle było w 2009 najbezpieczniejszą dzielnicą Włocławka.
Na Zawiśle kursują autobusy MPK linii 1 (trasa Wiejska – Grodzka) oraz 9 (trasa Promienna – Zarzeczewo).

## Galeria

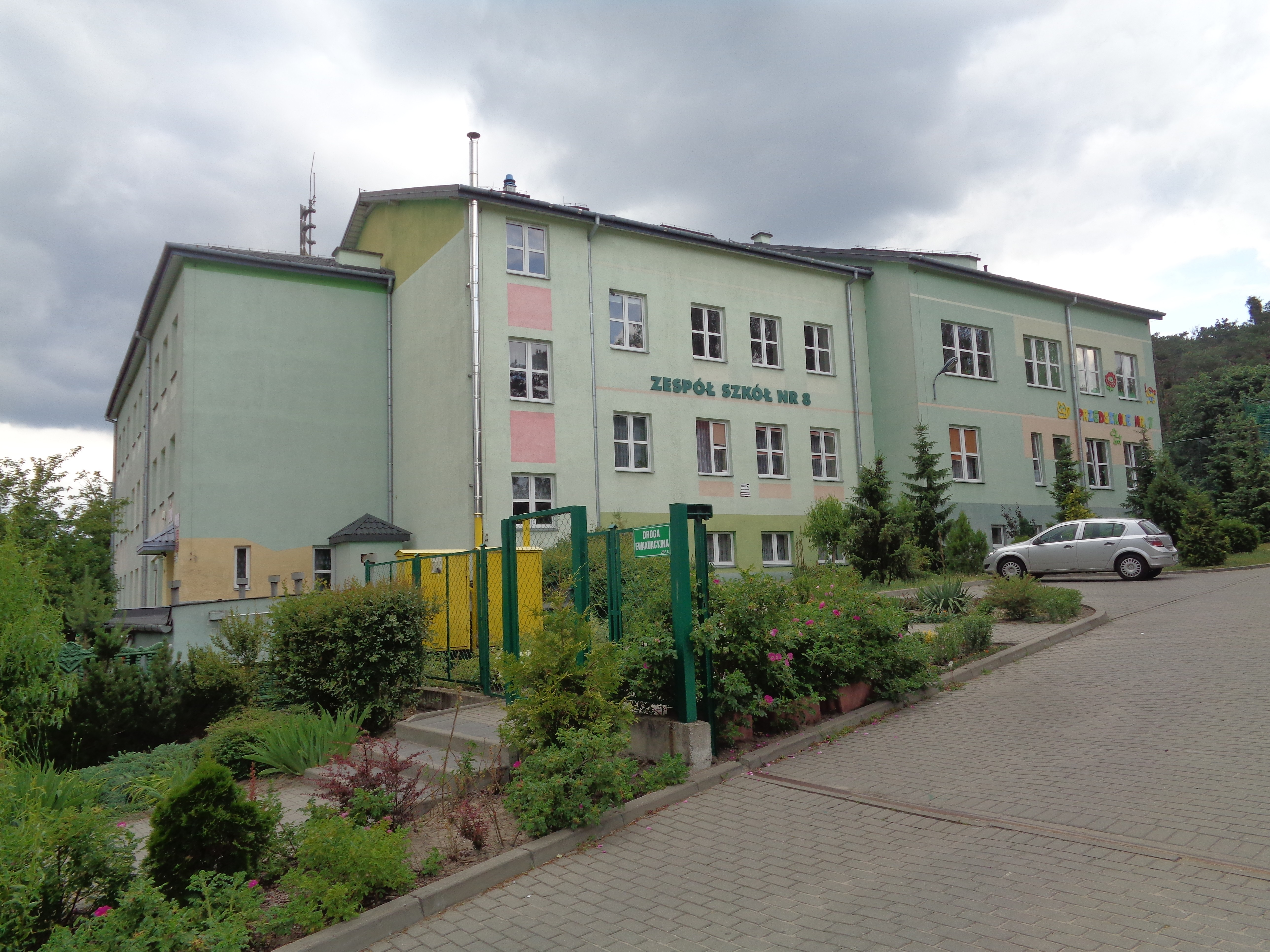
Zespół Szkół nr 8
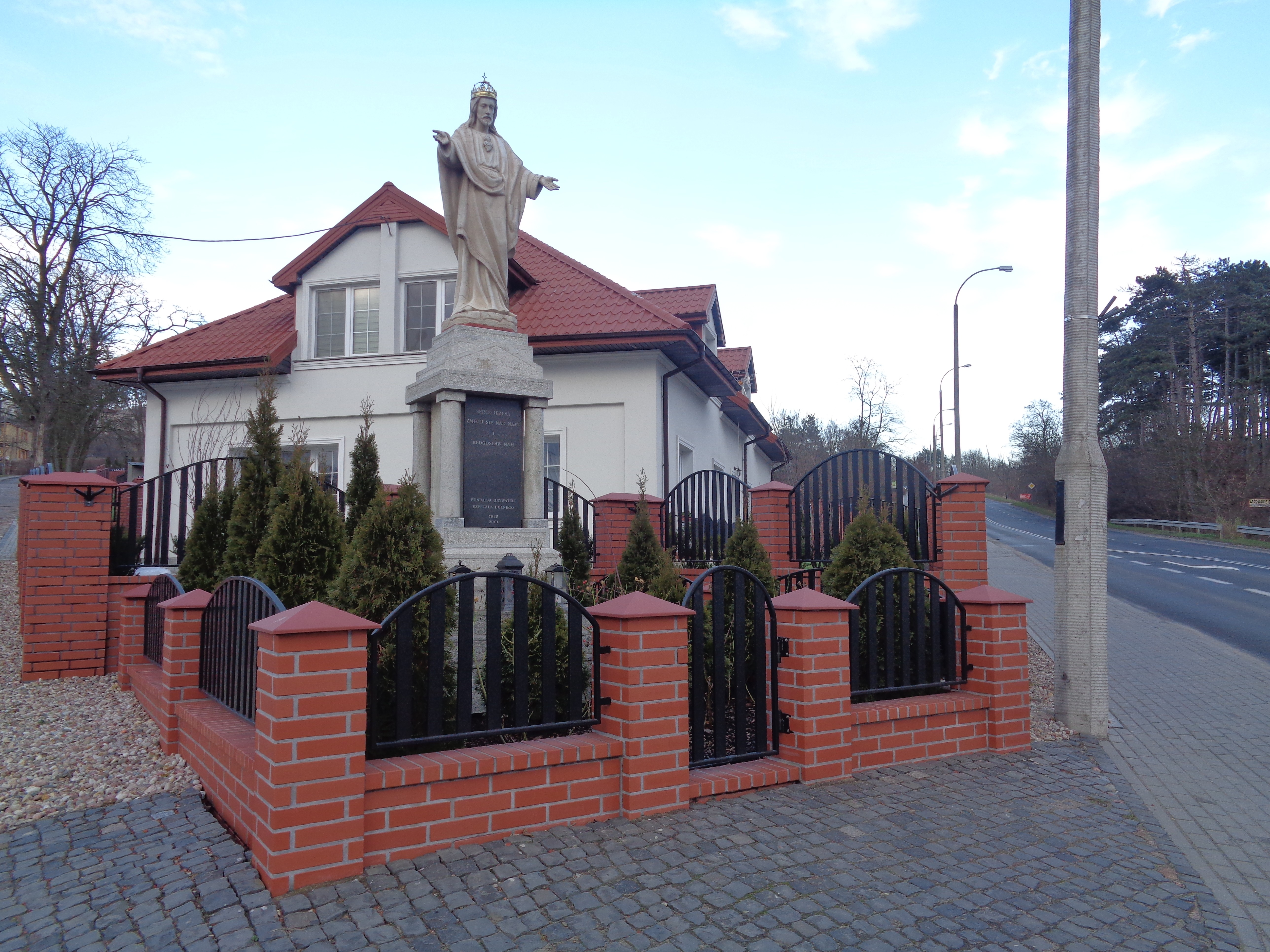
Figurka Jezusa Chrystusa przy ulicy Lipnowskiej
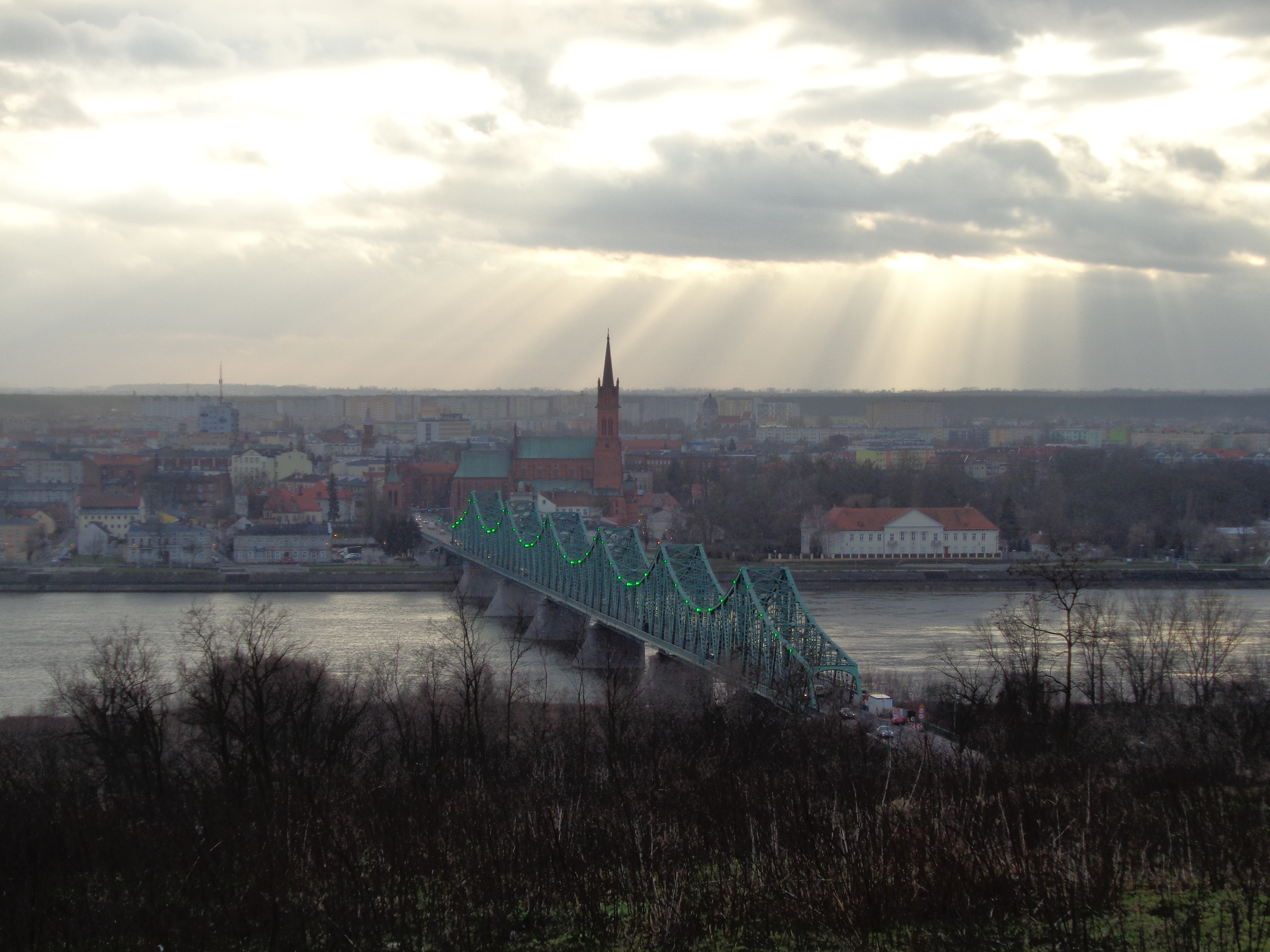
Widok na miasto z dzielnicy Zawiśle
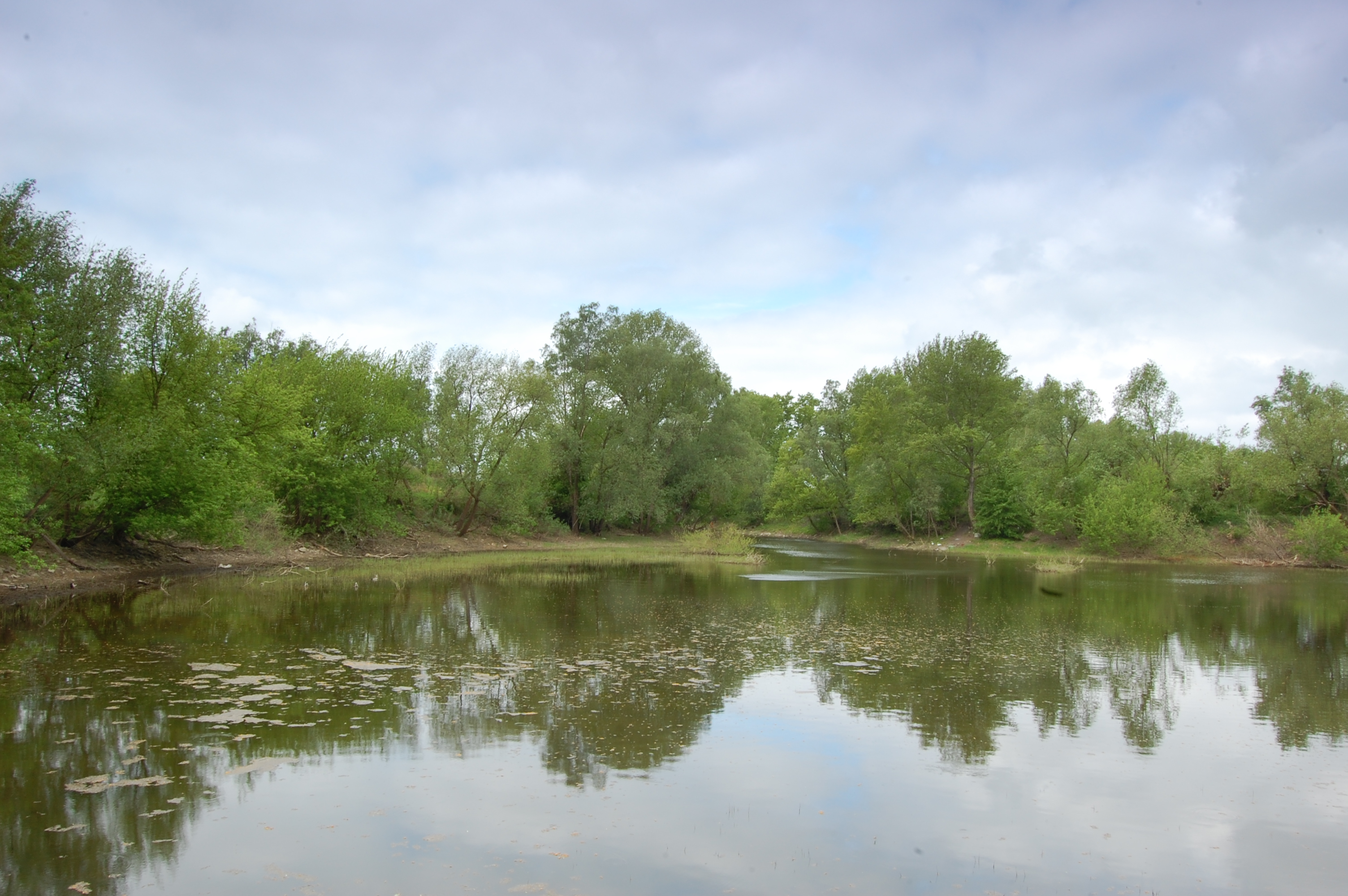
Port zimowy we Włocławku